# 安巴拉沃
安巴拉沃是馬達加斯加的城市，由上馬齊亞特拉區負責管轄，位於菲亞納蘭楚阿以南56公里，海拔高度1,380米，房屋以貝齊寮人的建築風格為主，2005年人口30,559。

## 友好城市
- 法國 圣伯努瓦

21°14′S 47°14′E / 21.233°S 47.233°E